# Katastrofa lotu Alitalia 4128
Katastrofa lotu Alitalia 4128 – katastrofa lotnicza samolotu McDonnell Douglas DC-9-32, należącego do włoskich linii lotniczych Alitalia. Samolot rozbił się w trakcie podchodzenia do lądowania 23 grudnia 1978 roku na Morzu Tyrreńskim u wybrzeży Sycylii, nieopodal miasta Cinisi. W wyniku katastrofy śmierć poniosło 108 osób (103 pasażerów i 5 członków załogi), a rannych zostało 21 osób.

## Lot 4128
McDonnell Douglas DC-9-32 (nr rej. I-DIKQ), który uczestniczył w katastrofie został wyprodukowany w 1968 roku. Linie lotnicze Alitalia ochrzciły go nazwą Isola di Stromboli (pl. Wyspa Stromboli). Feralnego dnia maszyna odbywała lot z Rzymu do Palermo. Lot nr 4128 był dodatkowym lotem, który dodano wyłącznie na przypadający wówczas okres świąt Bożego Narodzenia.

## Przebieg lotu
Samolot wystartował z lotniska im. Leonarda da Vinci w Rzymie w lot do Palermo w godzinach wieczornych. Około godziny 0:30 załoga samolotu rozpoczęła procedurę podchodzenia do lądowania. Samolot otrzymał zgodę na lądowanie na pasie nr 21. Piloci sądząc, że znajdują się blisko lotniska, przyspieszyli schodzenie. Na 20 sekund przed katastrofą komputer pokładowy ostrzegł pilotów, iż maszyna znajduje się na wysokości 200 stóp. Zdezorientowani piloci wstrzymali dalsze schodzenie maszyny na wysokości 150 stóp. 9 sekund później, wiejący silny wiatr spowodował utratę wysokości przez maszynę, przez co DC-9 zawadził prawym skrzydłem o taflę wody, a następnie rozbił się. Katastrofa miała miejsce 3 kilometry od końca pasa startowego lotniska w Palermo. Świadkami katastrofy była grupa rybaków, którzy natychmiast przystąpili do poszukiwania ocalałych. Rybakom udało się wyłowić z wody 21 osób spośród 129 osób znajdujących się na pokładzie. Pozostali pasażerowie oraz członkowie załogi nie przeżyli katastrofy.

## Przyczyna katastrofy
Za przyczynę katastrofy uznano błąd pilotów, którzy utracili orientację przestrzenną i uznali, iż znajdują się w mniejszej niż rzeczywista odległości od lotniska, przez co błędnie przyspieszyli schodzenie. Dopiero 20 sekund przed katastrofą piloci zorientowali się, że maszyna znajduje się na wysokości 200 stóp (ok. 60 m) i około 3 kilometry od lotniska. Chwilę po usłyszeniu sygnału alarmowego piloci powinni byli zwiększyć wysokość samolotu. W tym przypadku załoga po usłyszeniu alarmu starała się odzyskać orientację przestrzenną w aktualnym położeniu DC-9 oraz zrozumieć, w którym momencie popełniła błąd.